# Дужина лука
Дужина лука криве је гранична вредност којој тежи дужина у криву (у лук криве) уписаних изломљених линија кад се број њихових праволинијских сегмената неограничено повећава тако да дужина највећег сегмента тежи нули. Обим круга (дужина кружнице) се може сматрати као гранична вредност обима уписаних и описаних конвексних n-то углова када број њихових страна (n) неограничено расте и дужина највеће стране тежи нули. Обим круга (кружнице) израчунава се по формули {\displaystyle l=2\pi r\,}. За непрекидне криве поменута гранична вредност увек постоји као коначна или бесконачна. Ако је ова гранична вредност коначна, за криву (њен лук) се каже да се може ректифицирати (да је ректификабилна). Услов ректификабилности је установио Жордан (в. Жорданова крива).
Ако је крива у равни дата правоуглим Декартовим координатама, једначином {\displaystyle y=f(x),\,} где је {\displaystyle a\leq x\leq b\,}, и ако функција {\displaystyle y=f(x)\,} има непрекидан извод {\displaystyle f'(x),\,} њена дужина се израчунава по формули:
{\displaystyle l=\int _{a}^{b}{\sqrt {1+[f'(x)]^{2}}}\,dx;}
Ако је крива дата параметарским једначинама {\displaystyle x=x(t),\;y=y(t),} где је {\displaystyle a\leq t\leq b,\,} њена дужина је
{\displaystyle l=\int _{a}^{b}{\sqrt {[x'(t)]^{2}+[y'(t)]^{2}}}\,dt.}
Аналогно овоме дефинише се и дужина криве у простору.